# 교황 보니파시오 2세
교황 보니파시오 2세(라틴어: Bonifacius PP. II, 이탈리아어: Papa Bonifacio II)는 제55대 교황(재위: 530년 9월 22일 - 532년 10월 17일)이다.
동고트족으로서 최초의 독일인 교황인 그는 교황 선거에서 선출되지 않고, 전임자 교황 펠릭스 4세로부터의 선택과 고트족의 왕 아탈라릭의 강력한 지지를 등에 업고 후임 교황으로 발탁되었다. 보니파시오 2세는 교황직을 수락한 후, 한동안 로마 교구의 대다수 사제들의 추대를 받아 옹립된 대립교황 디오스코로와 경쟁을 벌였다. 보니파시오 2세에 대한 로마 교구 대다수 사제들의 반대는 동고트족들이 로마를 지배하지는 않을까 하는 두려움에서 기인되었다. 보니파시오 2세와 디오스코로 둘 다 로마에서 같은 날짜인 530년 9월 22일에 착좌식을 가졌다. 이로써 교황의 역사에 있어서 일곱 번째 대립교황이 생긴 셈이다. 하지만 디오스코로는 착좌식 후 22일 후인 530년 10월 14일에 갑자기 급사하였다. 보니파시오 2세는 즉시 로마 시노드를 소집하여 반대자들로부터 순명 서약을 받아냈다. 재위 중 보나파시오 2세는 529년 제2차 오랑주 시노드의 결정을 승인하여 반펠라기우스주의에 종지부를 찍었다. 그는 자선 사업에도 힘썼는데 로마에 기근이 일어났을 때 빈민들을 구제하였다. 또한, 보니파시오 2세는 교황에게 자신의 후임자를 선택할 수 있는 권리를 주는 법을 만들자고 제안하여 사제들의 지지를 받아 비질리오 부제(훗날의 교황 비질리오)를 선택하였으나, 얼마 후에 거센 반대가 일어나자 자신이 선포한 법령을 폐기하고 그것을 스스로 불에 태워 버렸다. 보니파시오 2세는 532년 10월 17일에 선종하여 성 베드로 대성전에 안장되었다.

## 로마 달력 개정
보니파시오 2세는 율리우스력의 시작 년도를 로마 건국 원년에서 서력기원으로 바꾸었다.